# Lakehead-Lakeshore
Lakehead-Lakeshore is een plaats (census-designated place) in de Amerikaanse staat Californië, en valt bestuurlijk gezien onder Shasta County. Zoals de plaatsnaam aangeeft, ligt de gemeenschap aan een meer, namelijk Shasta Lake.

## Demografie
Bij de volkstelling in 2000 werd het aantal inwoners vastgesteld op 549.

## Geografie
Volgens het United States Census Bureau beslaat de plaats een oppervlakte van
28,2 km², waarvan 26,5 km² land en 1,7 km² water.

## Plaatsen in de nabije omgeving
De onderstaande figuur toont nabijgelegen plaatsen in een straal van 40 km rond Lakehead-Lakeshore.